# Gornji Orlovci
Gornji Orlovci (en serbe cyrillique : Горњи Орловци) est un village de Bosnie-Herzégovine. Il est situé sur le territoire de la ville de Prijedor et dans la république serbe de Bosnie. Selon les premiers résultats du recensement bosnien de 2013, il compte 550 habitants.

## Géographie
Le territoire du village, situé au nord-est de Prijedor, est traversé par la rivière Tociluša et bordé par la rivière Gradinjača.

## Démographie

### Évolution historique de la population dans la localité
| 1948 | 1953 | 1961 | 1971 | 1981 | 1991 | 2013 |
| ---- | ---- | ---- | ---- | ---- | ---- | ---- |
| -    | -    | 374  | 365  | 430  | 456  | 550  |

|  |